# Baskische Wikipedia
De Baskische Wikipedia (Baskisch: Euskarazko Wikipedia) is een uitgave in de Baskische taal van de online encyclopedie Wikipedia. De Baskische Wikipedia ging op 6 december 2001 van start. In februari 2011 waren er circa 64.531 artikelen en 24.250 geregistreerde gebruikers.

## Mijlpalen
| Aantal artikelen | Datum            | Artikel                    | Logo |
| ---------------- | ---------------- | -------------------------- | ---- |
| 1                | 6 december 2001  | Lurra                      |      |
| 25.000           | 6 april 2008     | Euskal Herriak Bere Eskola |      |
| 50.000           | 30 december 2009 | Errinozero                 |      |
| 60.000           | 8 november 2010  | Posta Kode                 |      |
| 70.000           | 18 april 2010    | Écurat                     |      |
| 80.000           | 22 april 2010    | Kolonbiako geografia       |      |
| 292.462          | 13 april 2018    |                            |      |